# Juan José Salaverry Villarreal

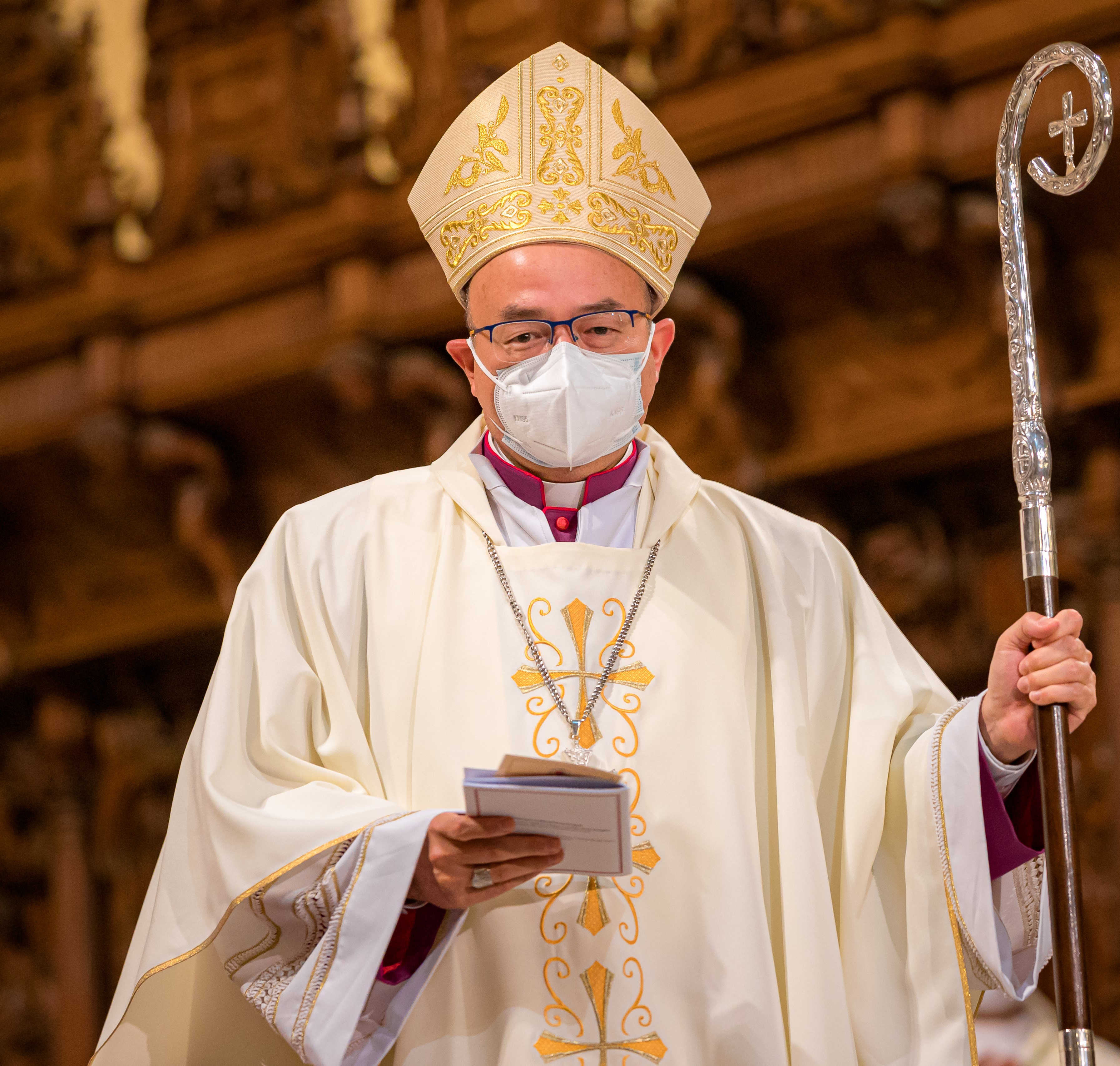
Juan José Salaverry Villarreal, 2021

Juan José Salaverry Villarreal OP (* 2. September 1969 in Lima, Peru) ist ein peruanischer römisch-katholischer Ordensgeistlicher und Weihbischof im Erzbistum Lima.

## Leben
Juan José Salaverry Villarreal begann 1996 das Noviziat als Dominikaner und legte am 11. März 1997 die erste Profess ab. Danach studierte er Philosophie und Theologie an der Facultad de Teología Pontificia y Civil in Lima und empfing am 7. Oktober 2000 die Priesterweihe.
Im Jahr 2007 erlangte er das Lizenziat in Kirchenrecht an der Universität Salamanca.
Salaverry war stellvertretender Novizenmeister der Dominikanerprovinz San Juan Bautista (2000–2003); Präsident der Konferenz der höheren Ordensoberen Lateinamerikas (2010–2014); Provinzial des Dominikanerordens in Peru (2010–2014); Studentenmagister der studierenden Dominikaner im Konvent des hl. Albert des Großen (2018–2020) im Lima und Geistlicher Begleiter der Föderation der Dominikanerinnen in Peru (2018–2020).
Zum Zeitpunkt seiner Ernennung zum Bischof war er Rektor des Instituto Superior de Estudios Teológicos Juan XXIII (ISET) und Bischofsvikar für die Institute des geweihten Lebens in der Erzdiözese von Lima.
Papst Franziskus ernannte ihn am 10. Februar 2021 zum Titularbischof von Acelum und zum Weihbischof im Erzbistum Lima.
Am 21. Mai 2021 spendete ihm der Erzbischof von Lima, Carlos Castillo Mattasoglio, in der Kathedrale von Lima die Bischofsweihe. Mitkonsekratoren waren der Apostolische Nuntius in Peru, Erzbischof Nicola Girasoli, und der emeritierte Apostolische Vikar von Puerto Maldonado, Bischof Francisco González Hernández OP.